# Eglantyne Jebb
Eglantyne Jebb, född 25 augusti 1876 i Ellesmere, Shropshire, död 17 december 1928 i Genève, Schweiz, var en brittisk filantrop och grundare av Rädda barnen. Hennes smeknamn var "vita lågan", då hon brann med en het låga för barns rättigheter genom hela livet.